# Vrdol
Vrdol je bila župa koju su činila skupina sela smještenih u Zabiokovlju. Do prve polovice 19. stoljeća bila su udružena u veliku župu Vrdol. Činila su ju sela Donji Vrdol i Gornji Vrdol. Od 1835. župa ne postoji više, nego je podijeljena na Krstatice i Župu.
Crkva matica za selo Vrdol je crkva Svetog Mihovila u Rašćanima, koja se započela graditi koncem 16. stoljeća, i dovršena je 1601. godine.